# Amélie Mummendey

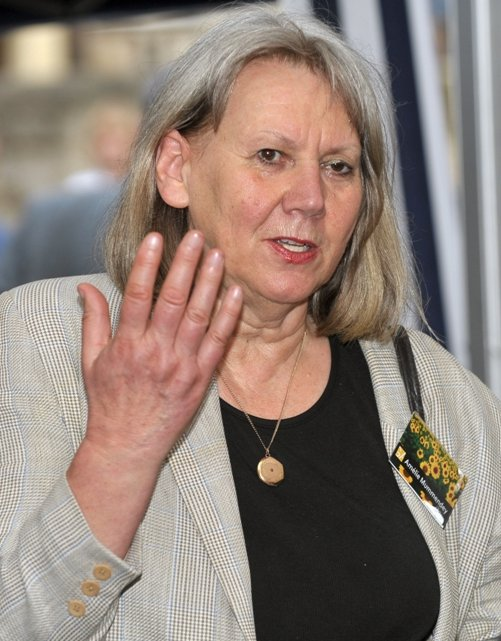
Amélie Mummendey (2009)

Amélie Dorothea Mummendey, einige Publikationen auch unter Schmidt-Mummendey (* 19. Juni 1944 in Bonn; † 17. Dezember 2018 in Jena), war eine deutsche Sozialpsychologin.

## Leben
Amélie Mummendey studierte Psychologie an der Rheinischen Friedrich-Wilhelms-Universität Bonn und wurde 1970 an der Johannes-Gutenberg-Universität Mainz promoviert. Sie habilitierte sich 1974 an der Westfälischen Wilhelms-Universität in Münster, wo sie von 1980 bis 1996 die Professur für Sozialpsychologie am Fachbereich Psychologie innehatte. Von 1997 bis 2011 hatte sie den Lehrstuhl für Sozialpsychologie an der Friedrich-Schiller-Universität Jena. 2007 gründete Amélie Mummendey die Jenaer Graduierten-Akademie, welche sie als erste Prorektorin der Friedrich-Schiller-Universität Jena bis 2011 leitete.

## Forschung
Ihre Forschung beschäftigte sich mit sozialpsychologischen Themen der sozialen Identität, der Beziehungen und des Verhaltens zwischen sozialen Gruppen. Insbesondere interessierten sie Determinanten negativer Behandlung von Fremdgruppen wie soziale Diskriminierung, Eigengruppenfavorisierung und Fremdgruppenabwertung, sowie positive Formen wie Toleranz zwischen Gruppen. Neuere empirische Forschung, experimentelle ebenso wie Feldforschung beschäftigten sich mit dem, was als die Positiv-Negativ-Asymmetrie sozialer Diskriminierung bezeichnet wird, und mit der Prüfung von Modellen zur Vorhersage der Präferenz von Bewältigungsstrategien bedrohter oder negativer Identität. Zuletzt interessierten Mummendey insbesondere Determinanten und Bedingungen für Diskriminierung versus Toleranz zwischen sozialen Gruppen, Konflikt und Kooperation, konstruktive versus destruktive Formen der Bewältigung von radikaler Veränderung sowie Fragen des Zusammenhangs von Bedrohung und sozialer Identität, Grenzen von Toleranz und sozialem Ausschluss von Fremdgruppen. Mummendeys Forschungserkenntnisse wurden in zahlreichen nationalen und internationalen Zeitschriftenartikeln und Buchbeiträgen veröffentlicht.

## Das Eigengruppenprojektionsmodell
Gemeinsam mit Michael Wenzel entwickelte Amélie Mummendey das Eigengruppenprojektionsmodell. Dieses Modell besagt, dass sich Mitglieder einer Gruppe mit Mitgliedern einer anderen Gruppe (z. B. Deutsche und Italiener) immer im Bezugsrahmen einer gemeinsamen übergeordneten Gruppe (z. B. Europäer) miteinander vergleichen. Die Mitglieder der einzelnen Gruppen „projizieren“ jeweils Eigenschaften und Charakteristika ihrer eigenen Gruppe auf die (Vorstellung über die) übergeordnete Gruppe. Mummendey und Kollegen konnten zeigen, dass Deutsche mit der Gruppe „Europäer“ eher stereotyp „deutsche“ Charakteristika verbinden als Italiener, welche eher die Charakteristika ihrer Gruppe auf die übergeordnete Gruppe projizieren. Die Mitglieder beider Gruppen sehen somit jeweils ihre eigene Gruppe als typischer für Europa an, da sie den europäischen Charakteristika am meisten entspräche. Laut Eigengruppenprojektionsmodell führt dies zu sozialer Diskriminierung von Gruppen, welche als weniger typisch innerhalb der übergeordneten Gruppe wahrgenommen werden. Mittlerweile gibt es für den Prozess der Eigengruppenprojektion motivationale und kognitive Erklärungsansätze. In aktueller Forschung wird unter anderem untersucht, wie man den Prozess der Eigengruppenprojektion verhindern oder verringern und somit die Toleranz zwischen Gruppen gefördert werden kann.

## Mitgliedschaften
- Mitglied des Wissenschaftsrats von 1997 bis 2002.
- Mitglied der Akademie gemeinnütziger Wissenschaften zu Erfurt (seit 1998)
- Mitglied des Science Advisory Board der Europäischen Wissenschaftsstiftung (EWS) von 1999 bis 2005
- Mitglied der Deutschen Akademie der Naturforscher Leopoldina seit 2001[4]
- Fellow der Association for Psychological Science seit 2009
- Vorsitzende des Stiftungsrats der Einstein-Stiftung Berlin seit 2009
- Mitglied des Universitätsrates der Friedrich-Schiller-Universität Jena seit 2009
- Mitglied des Hochschulrates der Westfälischen Wilhelms-Universität Münster seit 2013
- Mitglied des Senats der Leibniz-Gemeinschaft seit 2013

## Ehrungen und Auszeichnungen
- 1993 Henri-Tajfel Award verliehen durch die European Association of Experimental Social Psychology (EAESP)
- 2001 Deutscher Psychologie-Preis
- 2005 Thüringer Forschungspreis[5] (zusammen mit Thomas Kessler, Thorsten Meiser und Kai Sassenberg)
- 2011 Jean-Paul-Codol Award 2011 verliehen durch die European Association of Social Psychology[6]
- 2015 Bundesverdienstkreuz[7]
- 2016 Martin-Irle-Preis der Deutschen Gesellschaft für Psychologie

## Schriften
- Hans-Dieter Schmidt, Christiane Schmerl, Astrid Krameyer, Angelika Wagner, Deiter Steinbach, Amélie Schmidt-Mummendey: Frauenfeindlichkeit: Sozialpsychologische Aspekte der Misogynie. Juventa, München, 1973, ISBN 978-3-7799-0518-9
- Bedingungen aggressiven Verhaltens. Huber, Bern 1975.
- Social Psychology of Aggression: From Individual Behavior to Social Interaction. Springer, 1984, ISBN 0-387-12443-8.
- Soziale Einstellungen. Juventa, 1986, ISBN 3-7799-0304-0.
- Identität und Verschiedenheit. Huber, Bern 1997, ISBN 3-456-82810-1.

Aufsätze
- mit S. Otten: Positive-negative asymmetry in social discrimination. In: W. Stroebe, M. Hewstone (Hrsg.): European Review of Social Psychology. 9. Wiley, Chichester 1998, S. 107–143.
- mit M. Wenzel: Social discrimination and tolerance in intergroup relations: Reactions to intergroup difference. In: Personality and Social Psychology Review. 3, 1999, S. 158–174.
- mit T. Kessler: Sequential or parallel processes? A longitudinal field study concerning determinants of identity management strategies. In: Journal of Personality and Social Psychology. 82, 2002, S. 75–88.
- mit M. Wenzel, S. Waldzus: The ingroup as pars pro toto: Projection from the ingroup onto the inclusive category as a precursor to social discrimination. In: Personality and Social Psychology Bulletin. 29, 2003, S. 461–471.
- mit S. Waldzus: Inclusion in a superordinate category, ingroup prototypicality, and attitudes towards outgroups. In: Journal of Experimental Social Psychology. 40, 2004, S. 466–477.
- mit S. Waldzus: National differences and European plurality: Discrimination or tolerance between European countries. In: R. K. Herrmann, T. Risse, M. B. Brewer (Hrsg.): Transnational Identities. Becoming European in the EU. Rowman & Littlefield, Lanham 2004, S. 59–72.
- mit Wenzel, Waldzus: Superordinate identities and intergroup conflict: The ingroup projection model. In: European Review of Social Psychology. 18, 2007, S. 331–372.
- mit T. Kessler: Akzeptanz oder Ablehnung von Andersartigkeit: Die Beziehung zwischen Zuwanderern und Einheimischen aus einer sozialpsychologischen Perspektive. In: F. Kalter (Hrsg.): Migration und Integration (Kölner Zeitschrift für Soziologie und Sozialpsychologie). Sonderheft 48; VS, Wiesbaden 2008, S. 513–528.